# Bossiaea ensata
Espèce
Bossiaea ensata est une espèce de plantes à fleurs de la famille des fabacées originaire de l'est de l'Australie. Elle a été décrite pour la première fois par Augustin Pyramus de Candolle en 1825. On la rencontre dans le Queensland, la Nouvelle Galles du Sud et le Victoria.